# Washingtonkonferensen 1998
Washingtonkonferensen 1998 (engelska: Washington Conference On Holocaust-Era Assets) anordnades av USA:s utrikesdepartement och United States Holocaust Memorial Museum. 44 regeringar och 13 ideella organisationer deltog och kom överens om 11 icke-bindande principer kring problemet med  nazistulen konst och möjligheter att återbörda verken till de ursprungliga ägarna eller deras arvingar. Dessa riktlinjer, som kallas Washingtonprinciperna är oprecisa och lämnar stort utrymme till tolkningar, men efterlyser lösningar som är "rättvisa och rimliga" ("just and fair").
På konferensen deltog den dåvarande svenska statssekreteraren Pär Nuder. 